# Phillis Wheatley

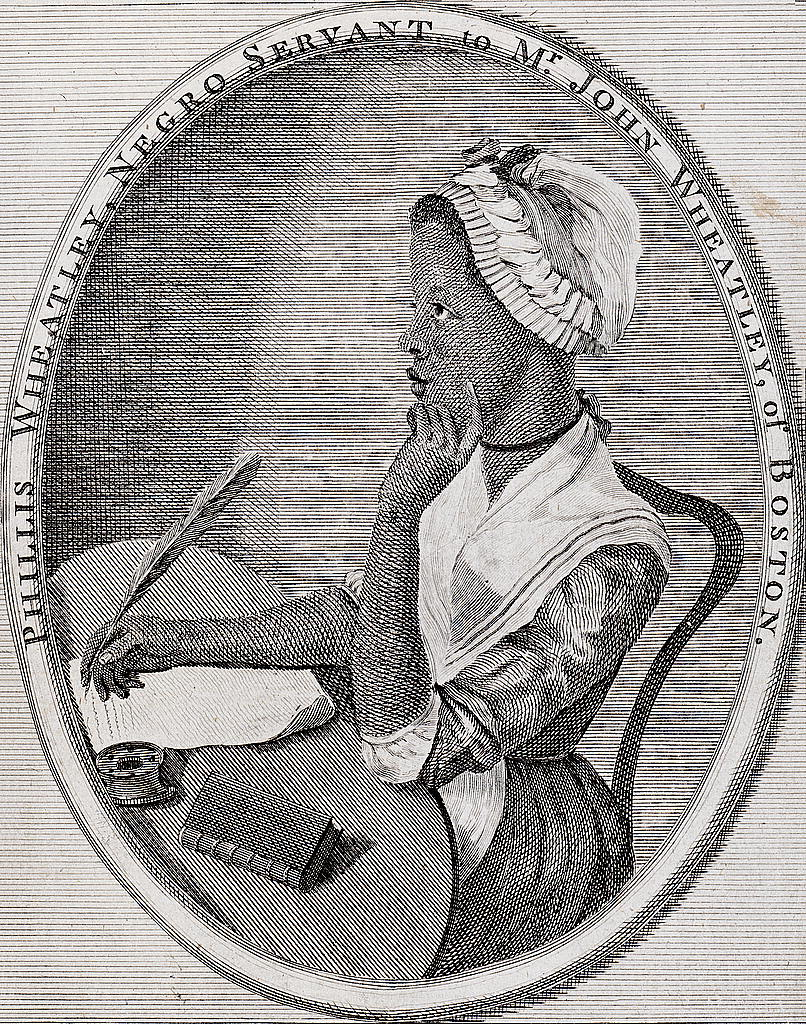
Phillis Wheatley. Frontispiz der Poems on Various Subjects, Religious and Moral, London 1773

Phillis Wheatley (* um 1753 vermutlich in der Region Senegambia, Westafrika; † 5. Dezember 1784 in Boston) war die erste afroamerikanische Dichterin, deren Werke veröffentlicht wurden.

## Leben und Werk
Vermutlich am Gambia-Fluss geboren, wurde sie im Alter von etwa sieben Jahren in die Sklaverei verkauft. Etwa 1761 wurde sie in Boston von dem Schneider John Wheatley als Geschenk für seine Frau Susanna gekauft. Sie wurde nach dem Schiff, auf dem sie nach Amerika gebracht worden war, auf den Namen Phillis getauft und als Christin erzogen. Die Wheatleys sorgten dafür, dass das begabte Mädchen eine gute Ausbildung erhielt, darunter Unterricht in Latein, Griechisch, Mythologie und Geschichte.
Ihr erstes Gedicht (On Mssrs. Hussey and Coffin) veröffentlichte sie bereits 1767 mit dreizehn Jahren in der in Rhode Island erscheinenden Zeitung Newport Mercury. Bereits dieses erste Gedicht ist typisch für ihr Werk, das sich an der neoklassizistischen Dichtung nach dem Vorbild Alexander Popes orientierte. Viele ihrer Gedichte sind christlich-erbaulichen Inhalts, viele eignete sie religiösen Berühmtheiten zu. Weite Bekanntheit erlangte sie 1771 mit einer Elegie auf den verstorbenen methodistischen Prediger George Whitefield (On the Death of Reverend Whitefield), den sie vermutlich selbst hatte predigen hören. Das Gedicht wurde nicht nur in Boston, sondern auch in London gedruckt und machte sie so beiderseits des Atlantiks bekannt – wobei sich das Interesse mindestens so sehr auf ihre Hautfarbe wie auf die literarische Qualität ihrer Gedichte richtete. So führte etwa Voltaire 1774 in einem Brief an den Baron Constant de Rebecq Wheatley als Gegenbeweis für dessen rassistische Behauptung an, es gebe keine schwarzen Dichter.
1772 versuchten die Wheatleys vergebens, in Boston einen Verleger zu finden, der Phillis’ Gedichte in Buchform drucken würde. Da viele der Absagen unterstellten, dass sie die Gedichte nicht selbst geschrieben haben könne, arrangierten die Wheatleys eine Befragung durch eine Gruppe ausgewählter Bostoner Notablen, darunter Thomas Hutchinson, den Gouverneur von Massachusetts. Zwar ist nicht bekannt, wie sich dieses Tribunal tatsächlich darstellte – das Mädchen wurde wohl in ihrer Bibelfestigkeit und ihrer Kenntnis der klassischen Sprachen geprüft –, doch unterzeichneten sie ihr nach bestandener Prüfung ein Attest, in dem sie versicherten, dass an der Urheberschaft Phillis Wheatleys kein Zweifel bestehe.

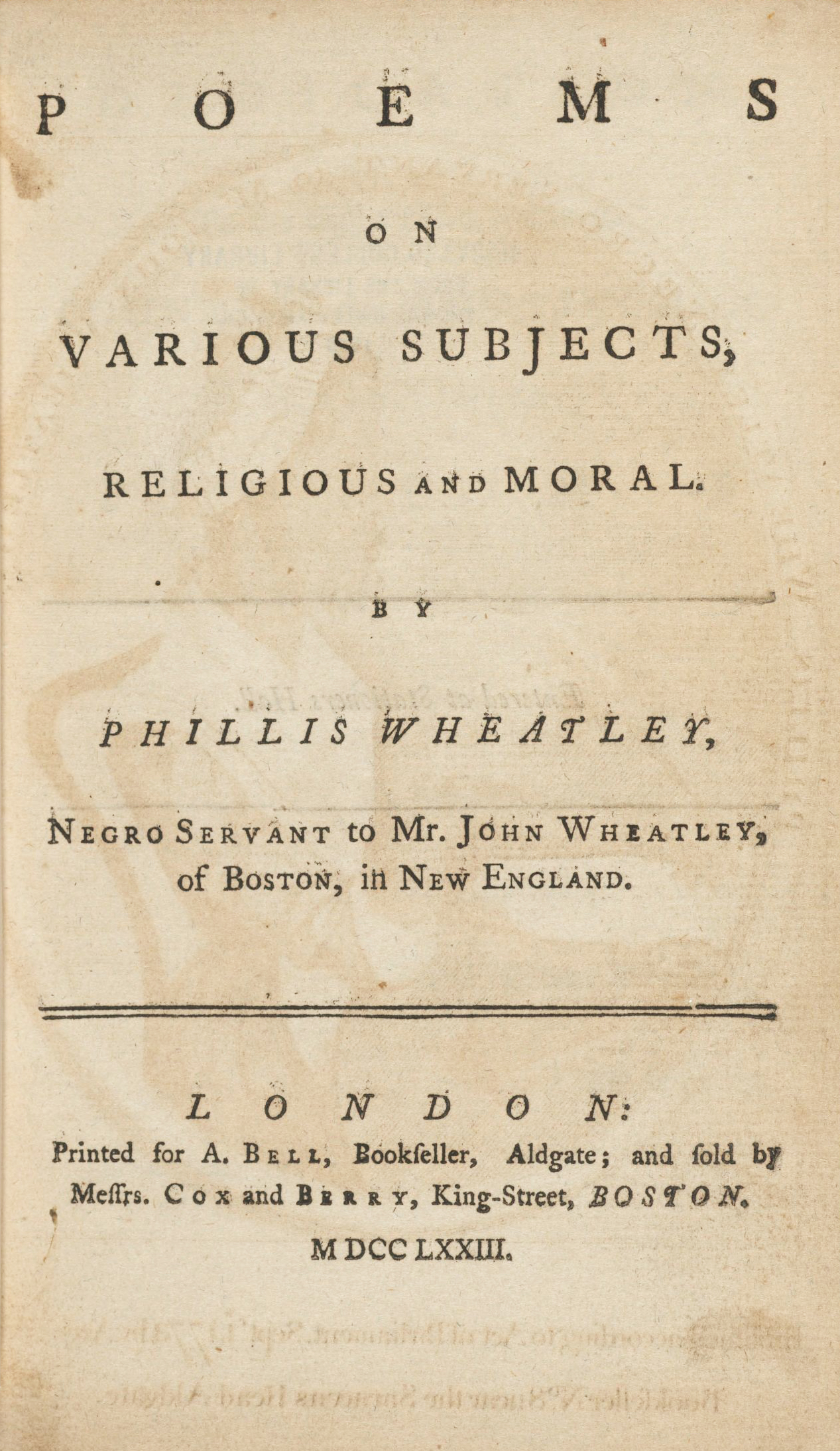
Poems on Various Subjects, Religious and Moral, 1773

Als sich trotz dieser Bestätigung weiterhin kein Verleger fand, fädelte Susanna Wheatley über englische Gönner wie Selina Hastings, Countess of Huntingdon, eine Umsetzung des Buchprojekts in England ein. Um die Werbekampagne in England zu begleiten, reiste Phillis Wheatley im Sommer 1773 zusammen mit Nathaniel Wheatley, dem Sohn von John und Susanna Wheatley, nach London. Während ihres zweimonatigen Aufenthalts wurde sie als Kuriosität durch die Salons der literarisch interessierten Aristokratie gereicht und traf dort unter anderem mit Benjamin Franklin zusammen, zu jener Zeit stellvertretender Postmaster für die britischen Kolonien in Nordamerika, der seit 1765 wieder in London weilte. Kurz nachdem sie sich wieder auf die Rückfahrt nach Boston begeben hatte, erschienen ihre Poems on Various Subjects, Religious and Moral im September des Jahres beim Verleger Archibald Bell. Vorangestellt war dem Band das erwähnte Attest ihrer Bildung.
Kurz nachdem Phillis nach Boston zurückgekehrt war, starb ihre Besitzerin Susanna Wheatley, und spätestens im Oktober des Jahres wurde Phillis durch John Wheatley die Freiheit gewährt. War ihr vormaliger Besitzer ein erklärter Loyalist, so trat Phillis Wheatley als freie Schwarze nun mit ihren Gedichten für die erstarkende Unabhängigkeitsbewegung ein, die 1776 in der Gründung der Vereinigten Staaten gipfelte. Eines ihrer bekanntesten Gedichte ist eine Ode auf den späteren Präsidenten George Washington (To His Excellency General Washington, 1775). Weniger begeistert von ihren Dichtkünsten war Thomas Jefferson, der zu ihren schärfsten Kritikern zählte. Kaum behandelt die Dichterin ihre eigene Situation. Eines der wenigen Werke, das auf die Sklaverei Bezug nimmt, ist On Being Brought From Africa to America (Von Afrika nach Amerika):
| ’TWAS mercy brought me from my Pagan land, Taught my benighted soul to understand That there’s a God, that there’s a Saviour too: Once I redemption neither sought nor knew. Some view our sable race with scornful eye, „Their colour is a diabolic dye.“ Remember, Christians, Negroes, black as Cain, May be refin’d, and join th’ angelic train. | Die Gnade bracht’ mich her aus Heidenland, gab meiner finstern Seele den Verstand, dass dort ein Gott, ein Retter allzumal: Einst kannt’ ich nicht, noch sucht’ der Rettung Strahl. Uns dunkle Rasse sieht man an voll Hohn: „Die Farbe ist von dämonischem Ton.“ Bedenket, Christen: Neger, schwarz wie Kain, einst weiß und hell im Engelszug sich reih’n. |

Um 1778 heiratete sie den freien schwarzen Lebensmittelhändler John Peters, mit dem sie zwei Kinder hatte; beide starben im Kleinkindalter. Nachdem ihr Mann sie verlassen hatte, schlug sie sich als Kellnerin durch und verarmte zusehends. Sie starb im Alter von 31 im Wochenbett, ihr drittes Kind wenige Stunden nach ihr. Ein zweiter Gedichtband, an dem sie gearbeitet hatte, wurde nie veröffentlicht. Von Wheatleys vermutlich wesentlich umfangreicherem Werk sind nur 56 Gedichte und 22 Briefe erhalten. Zuletzt wurde 1998 ein bislang unbekanntes Gedicht aus ihrer Feder bekannt. Das Manuskript von Ocean wurde von einem privaten Anbieter beim Auktionshaus Christie’s zur Versteigerung angeboten und erzielte einen Preis von $68.500.

## Rezeption
Wheatleys Dichtung ist in der modernen Literaturkritik im Allgemeinen nicht allzu gut angesehen und wurde oft als bloße Imitation neoklassizistischer Stilvorbilder bar jeder Originalität interpretiert. Selbst Kritiker mit postkolonialem theoretischem Hintergrund oder von der Bürgerrechtsbewegung beeinflusste Vertreter einer essentialistischen „schwarzen Ästhetik“, die einen auch den literarischen Erzeugnissen von Frauen und/oder Schwarzen Rechnung tragenden Gegenkanon der amerikanischen Literatur zu erstellen bestrebt sind, haben sich schwergetan, Wheatley für ein solches Projekt einzuspannen, da ihnen ihre Befolgung der zeitgenössischen Konventionen und Denkungsarten eher als Anbiederung an die Weißen erschien – ihre Gedichte erscheinen ihnen als „Produkt eines weißen Geistes,“ die Dichterin habe mithin ihre Seele verkauft.
Diese Einschätzung wurde erst in den letzten Jahren durch wohlmeinende Kritiker angefochten, die Wheatleys Gedichten durchaus subversives Potential bescheinigten, insbesondere in ihrer willentlichen Beeinflussung des Lesers in der Frage der Rechtmäßigkeit der Sklaverei und der Würde des Schwarzen. Ihr prominentester Fürsprecher ist Henry Louis Gates, Jr., der in seiner Einleitung zu einer 1988 besorgten Neuauflage von Wheatleys Werken schrieb, sie habe durch die Veröffentlichung der Poems on Various Subjects „eigenhändig“ die Tradition der afroamerikanischen Literatur begründet. Mittlerweile geht die Forschung davon aus, dass das erste gedruckte Werk eines Afroamerikaners nicht von Wheatley stammt, sondern von Jupiter Hammon, dessen Gedicht An Evening Thought bereits 1761 als Flugblatt erschien.